# Riksrådsvägens radhusområde

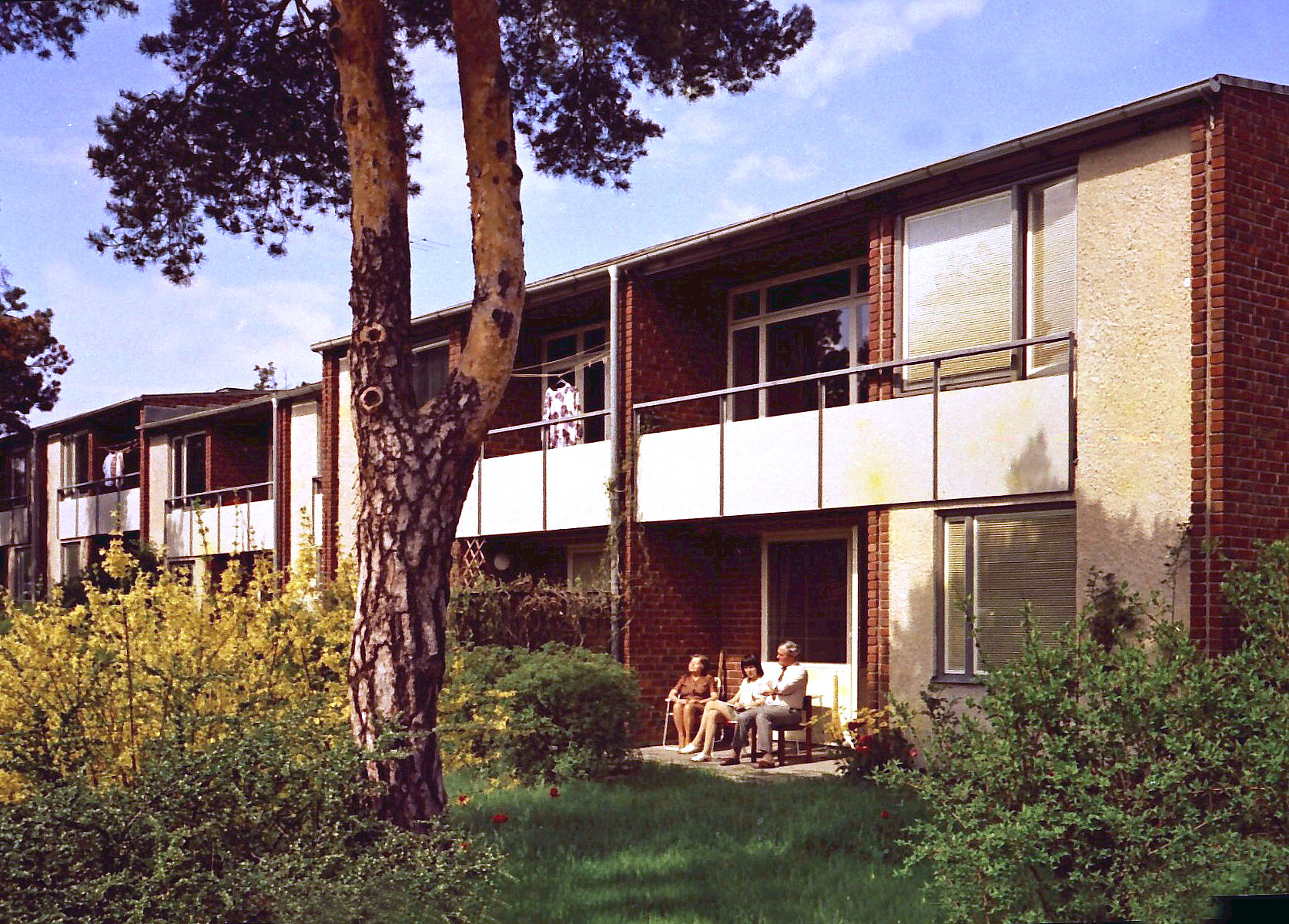
Radhuslängan nr 70–92 på sommaren 1974.

Riksrådsvägens radhusområde är ett radhusområde med 114 hus i Skarpnäcks Gård i södra Stockholm. Husen ritades av arkitekterna Léonie Geisendorf och Charles-Edouard Geisendorf på uppdrag av Hyreshus i Stockholm AB och uppfördes 1953–1956. Radhusen som ursprungligen hyrdes av sina boende är idag omvandlade till bostadsrätter. Området är ett av Stockholms främsta exempel på ett modernistiskt radhusområde. Radhusen vid Riksrådsvägen sågs som en del av Bagarmossen när de byggdes 1955–1956, men kom efter stadsdelsförändringarna 1963 att tillhöra den nya stadsdelen Skarpnäcks Gård.

## Bakgrund
Riksrådsvägens radhusområde var från början ett försök att praktiskt tillämpa Radhusutredningens (Statens nämnd för byggnadsforskning, meddelande nr. 23 från 1953) rekommendationer i fråga om stadsplan, hustyper och förvaltningsform. Idén var att upplåta radhus som hyresbostäder där barnrika familjer skulle prioriteras. Charles-Edouard Geisendorf (1913–1985) hade deltagit i denna utredning som var ledd av arkitekt Nils Ahrbom.
Léonie Geisendorf som på 1930-talet hade arbetat hos Le Corbusier och hennes man Charles-Edouard Geisendorf fick 1953 uppdraget av Hyreshus i Stockholm AB (senare uppköpt av AB Svenska Bostäder) att rita radhusen i skogsterrängen i Riksrådsvägens sydliga avslutning.

## Planering och byggnader

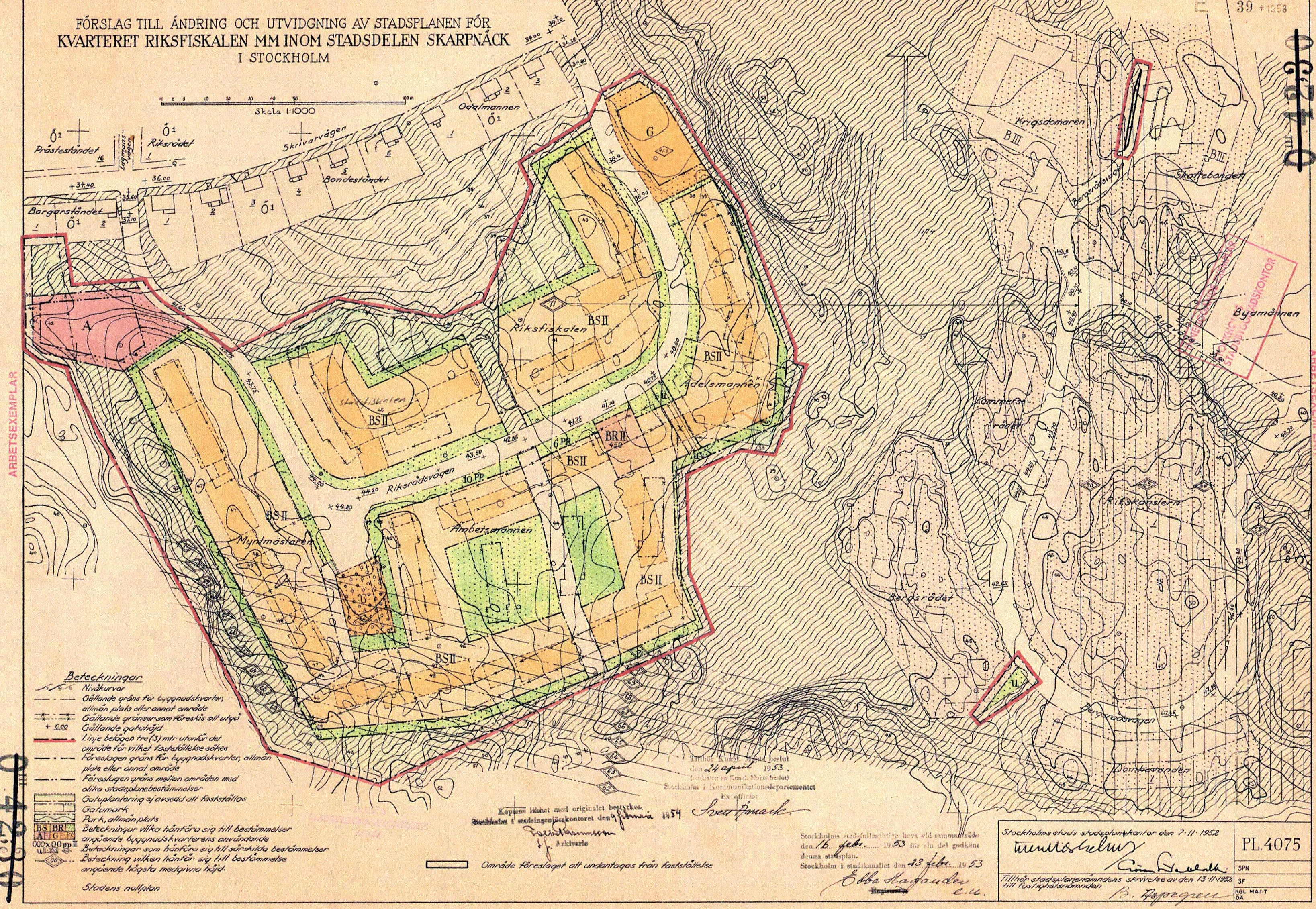
Stadsplan från 1952.

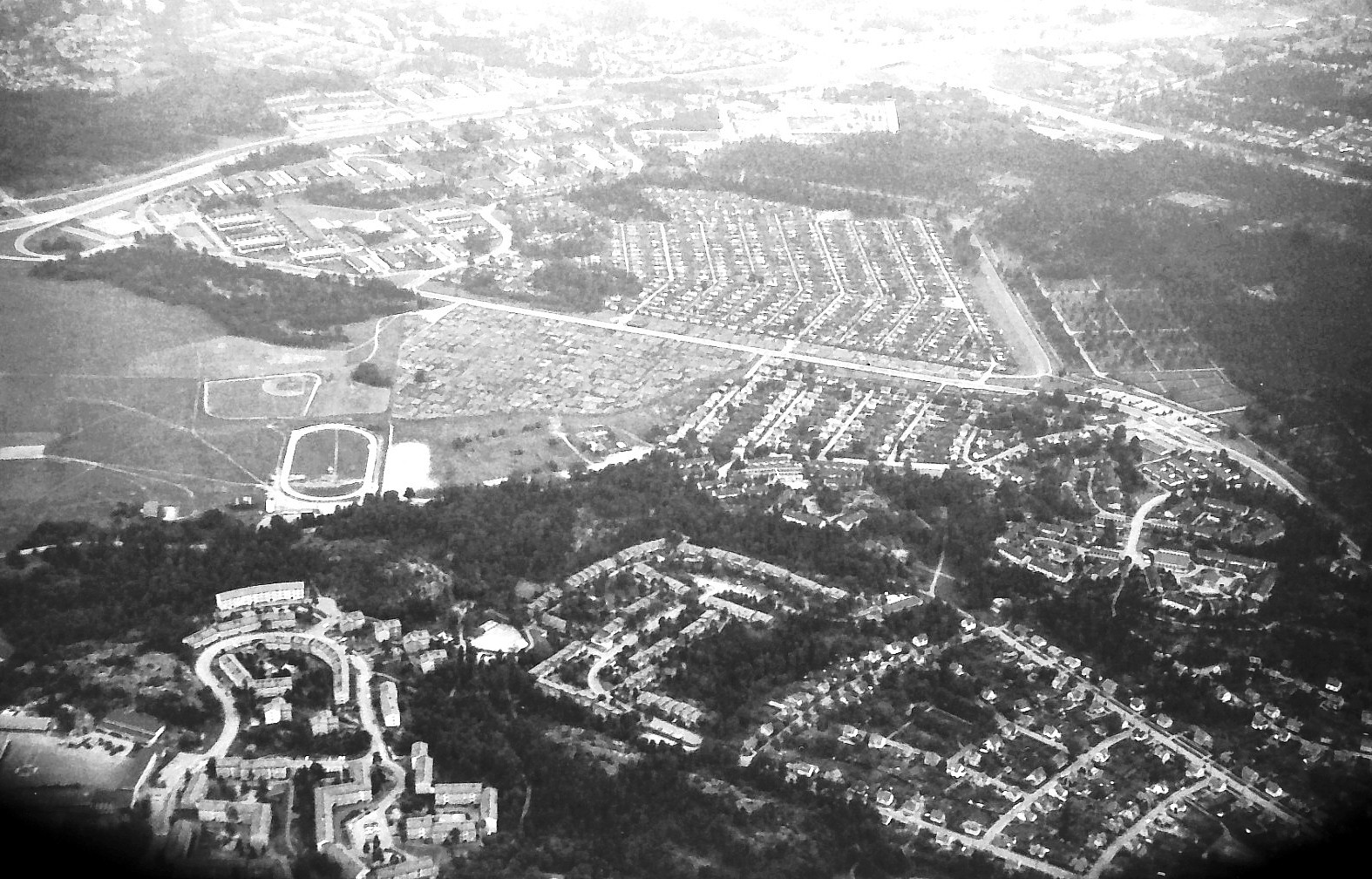
Skarpnäck 1980, nere i bildens mitt syns Riksrådsvägens äldre och nyare bebyggelse och i bakgrunden Skarpnäcks koloniträdgårdsområde.

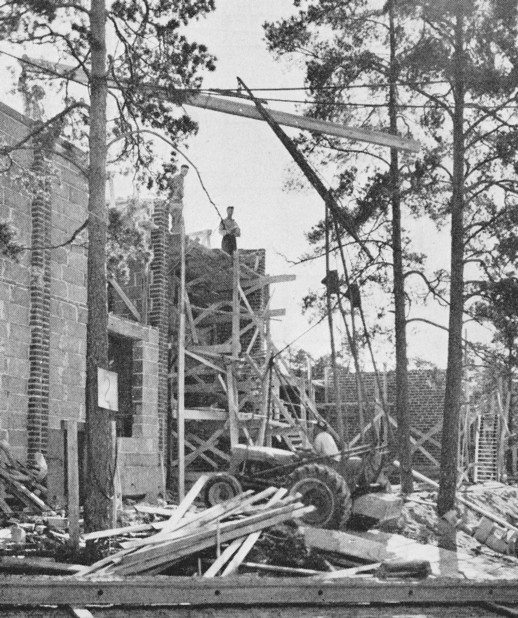
Montage av Erge-balkar 1955

Den ursprungliga stadsplanen med raka radhuslängor omarbetades till en bebyggelse kring allmänna friytor. Den idag (2010) fortfarande gällande stadsplanen är daterad den 7 november 1952 och undertecknad av Sven Markelius och Göran Sidenbladh. Markelius var vid tillfället Stockholms stadsbyggnadsdirektör.
Terrängen är starkt kuperad och radhuslängorna anpassades väl till de givna förutsättningar. Genom montagebygge och delvis prefabricerade byggnadsdelar skonades den befintliga naturen och många träd kunde bevaras. De 114 radhusen grupperas i fyra gröna gårdsbildningar som understryker en viss intim bykaraktär. Alla har en liten uteplats som är skyddad från insyn. Utöver 114 lägenheter finns även fem ”ateljéer” och en kommersiell lokal som från början innehöll en livsmedelsbutik, den försvann dock på 1980-talet. Från början skulle det även byggas två garagelängor men de kom aldrig på plats.
Det finns tre olika hustyper på 5–6 rum och kök, samt spegelvända varianter, alla mellan 105 och 110 m² stora. Golv- och takbjälklagen är av prefabricerade betongelement (Erge-plattor) som vilar på betongbalkar (Erge-balkar). Gavel- och lägenhetsskiljande väggar är av dubbel halvstens tegel med isolering emellan, murade fasaddelar av grovputsade lättbetongväggar, monterade fasaddelar är prefabricerade väggblock klädda med eternitplattor. Putsen håller ljusa pastellfärger, gavlarna är hållna i rött fasadtegel. Byggnaderna är uppvärmda med varmvattenburen värme som i början värmdes med en individuell uppvärmningsanordning med gasdrift samt, om gasen skulle utebli, även med en liten vedpanna. Idag är området fjärrvärmeanslutet.

## Interiör
Det lilla köket har ett stort skafferi, mot angränsande rummet är väggen glasad och försedd med en skjutdörr. Stora fönsterytor släpper in ljus och naturen utanför. Påfallande intressant och spännande är den stora rumshöjden på övre våningsplanet med ett fönsterband högst upp. Föräldrasovrummet och smårummen förmedlar känslan av både rymd och intimitet. 
Över huvud taget har Geisendorf lyckats med konststycket att förena husens luftighet med en mycket kompakt och effektiv planlösning utan döda ytor. Några hustyper har halvplan med en ”galleria”. Alla hus har öppen spis, de flesta även balkong. Arkitekturskribenten Rebecka Tarschys kallade husen i en DN-artikel den 14 november 1990: ”Rymlig och intim 50-talskoja”.

## Kulturmärkning
Radhusen anses ha ett så stort kulturhistoriskt och arkitektoniskt värde att de skall få skydd i en ny detaljplan. Våren 2002 gjordes en inventering av radhusområdet Riksrådsvägen genom Stadsmuseet i Stockholm. Därefter blåklassades området av Stadsmuseet, vilket innebär att det representerar ”synnerligen höga kulturhistoriska värden”.
Redan 1999 markerades området som kulturhistoriskt värdefull miljö i Stockholms översiktsplan, ÖP 99. Där fastslås att: Riksrådsvägen i Bagarmossen är ett enhetligt radhusområde från 1950-talet och ett av stadens främsta exempel på modernistisk radhusbebyggelse.

## Personer och företag bakom radhusområdet
- Byggherre och byggare: Hyreshus i Stockholm AB
- Arkitekt: L. och C.-E. Geisendorf
- Konstruktör: Huskonsultbyrån HKB AB
- VVS-konsult: Prenell & Larsson
- El-konsult: Elektriska Planeringsbyrån
- Trädgårdsarkitekt: Nils Orento

## Bildgalleri

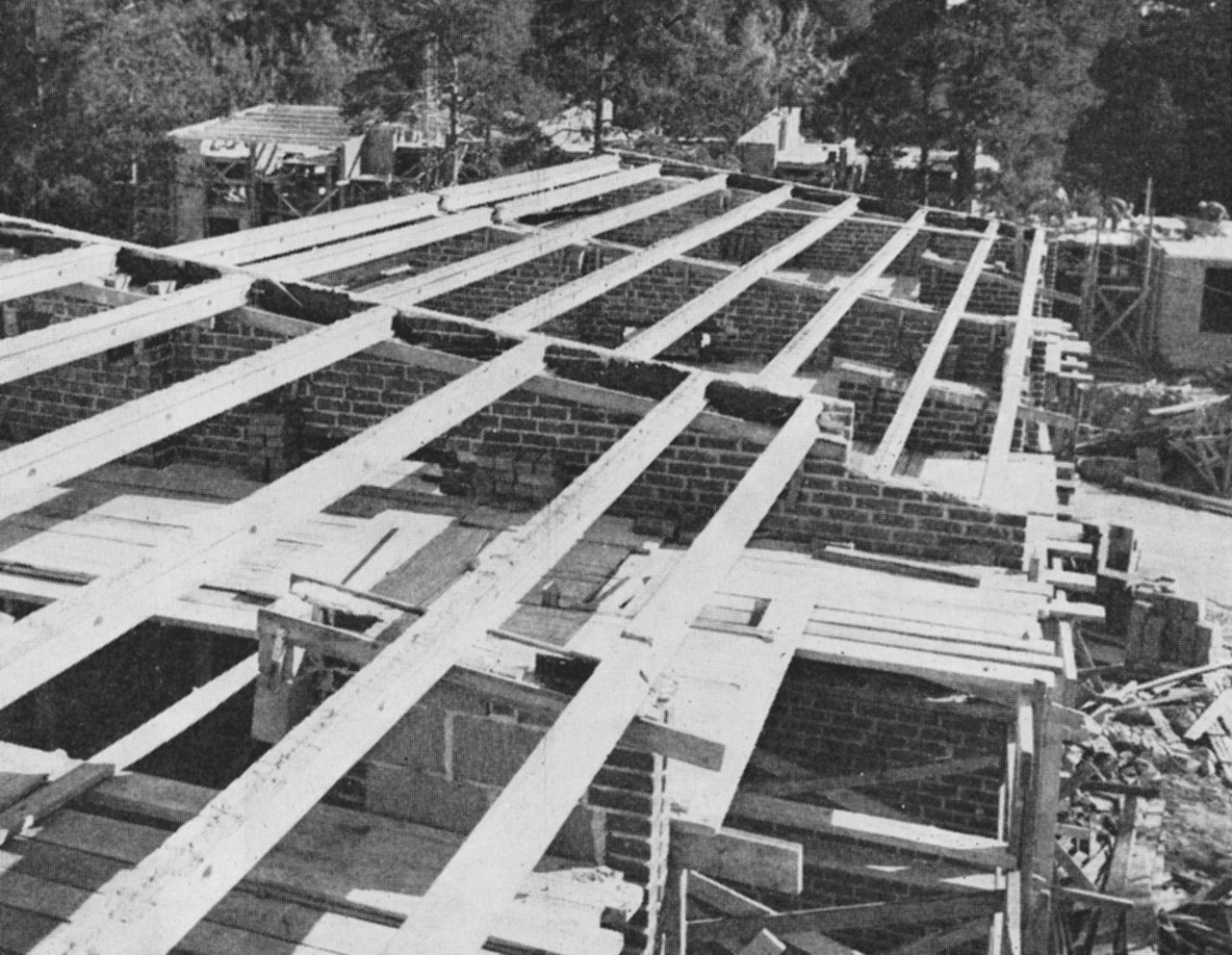
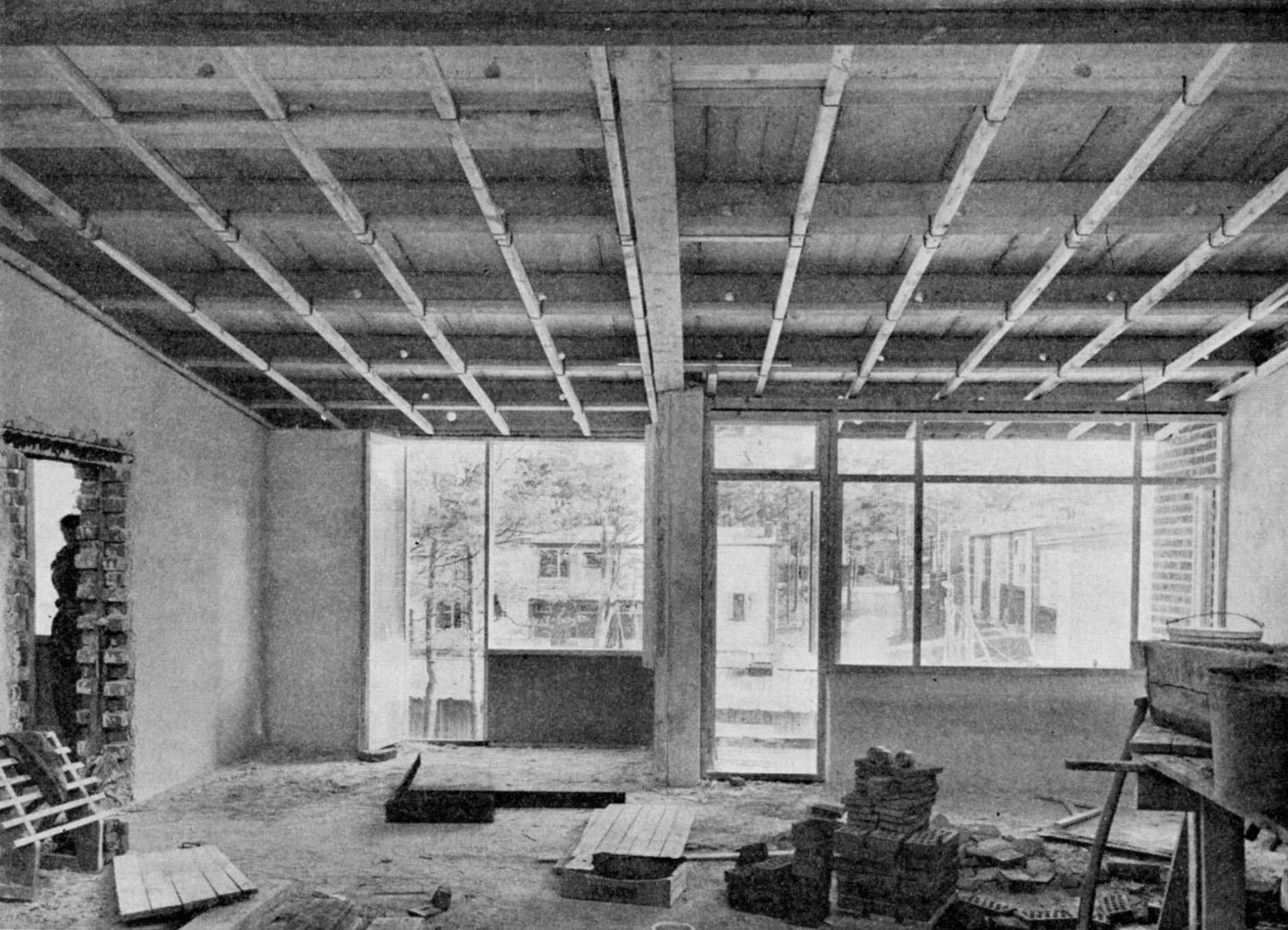
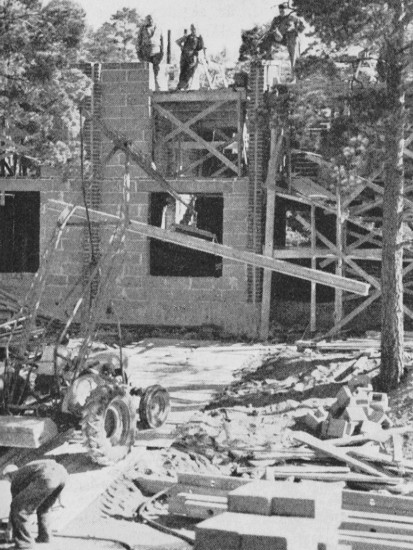
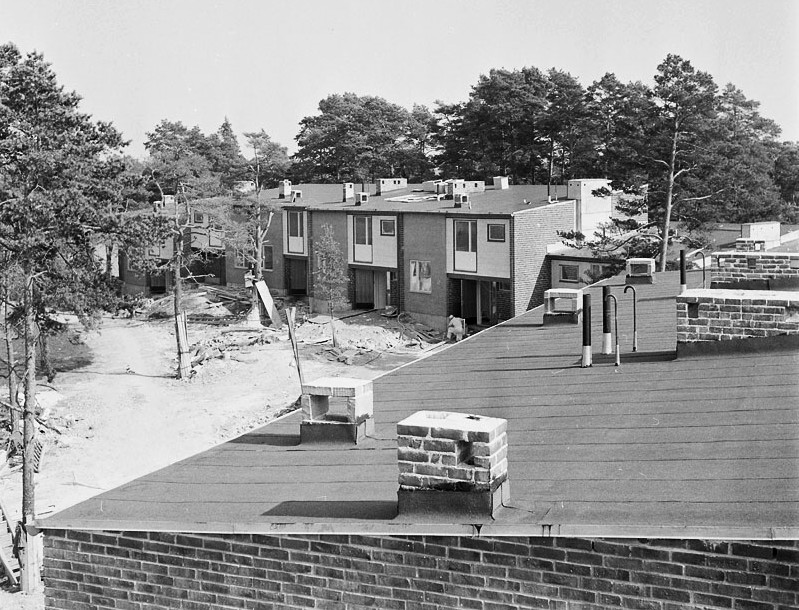

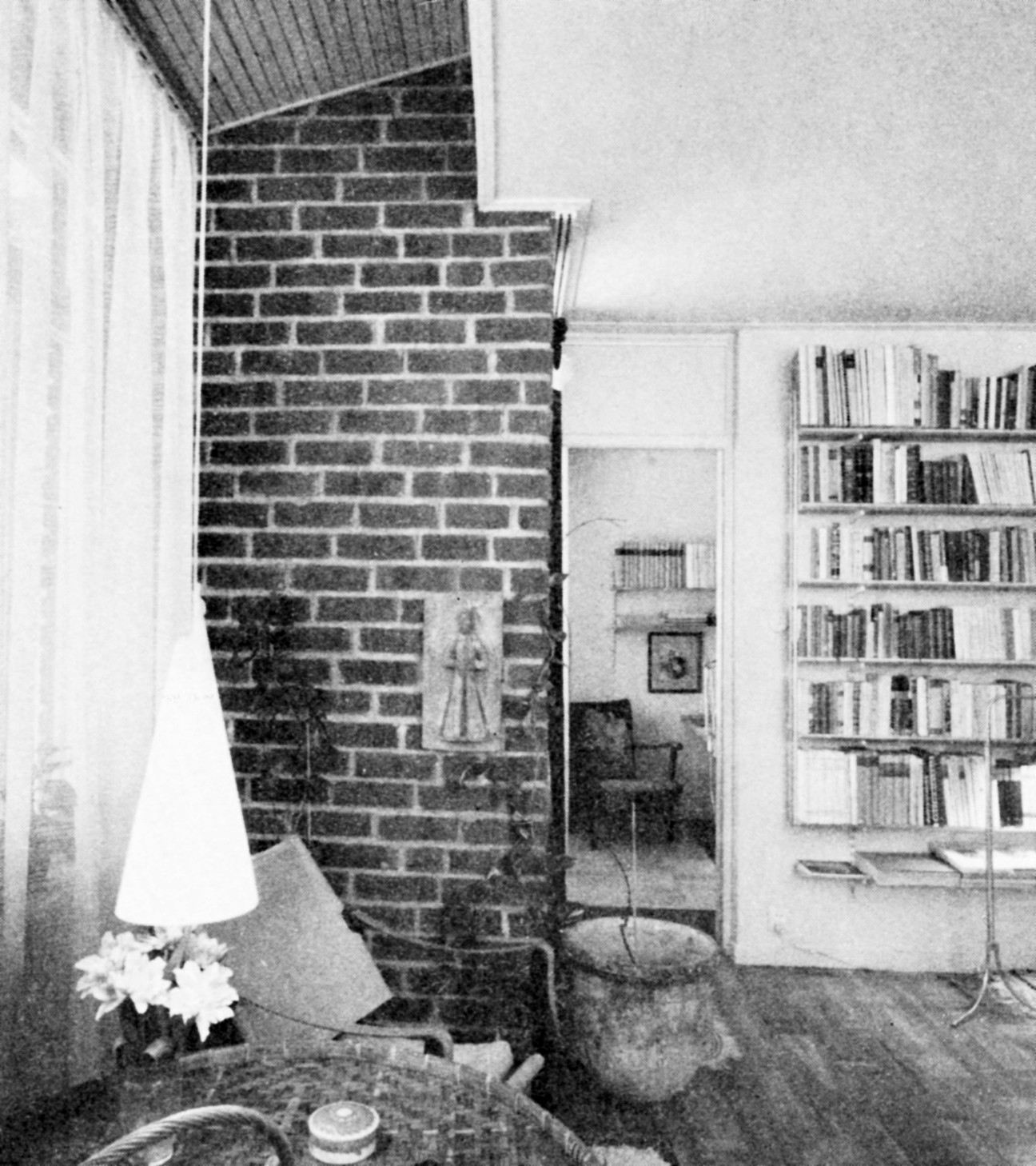
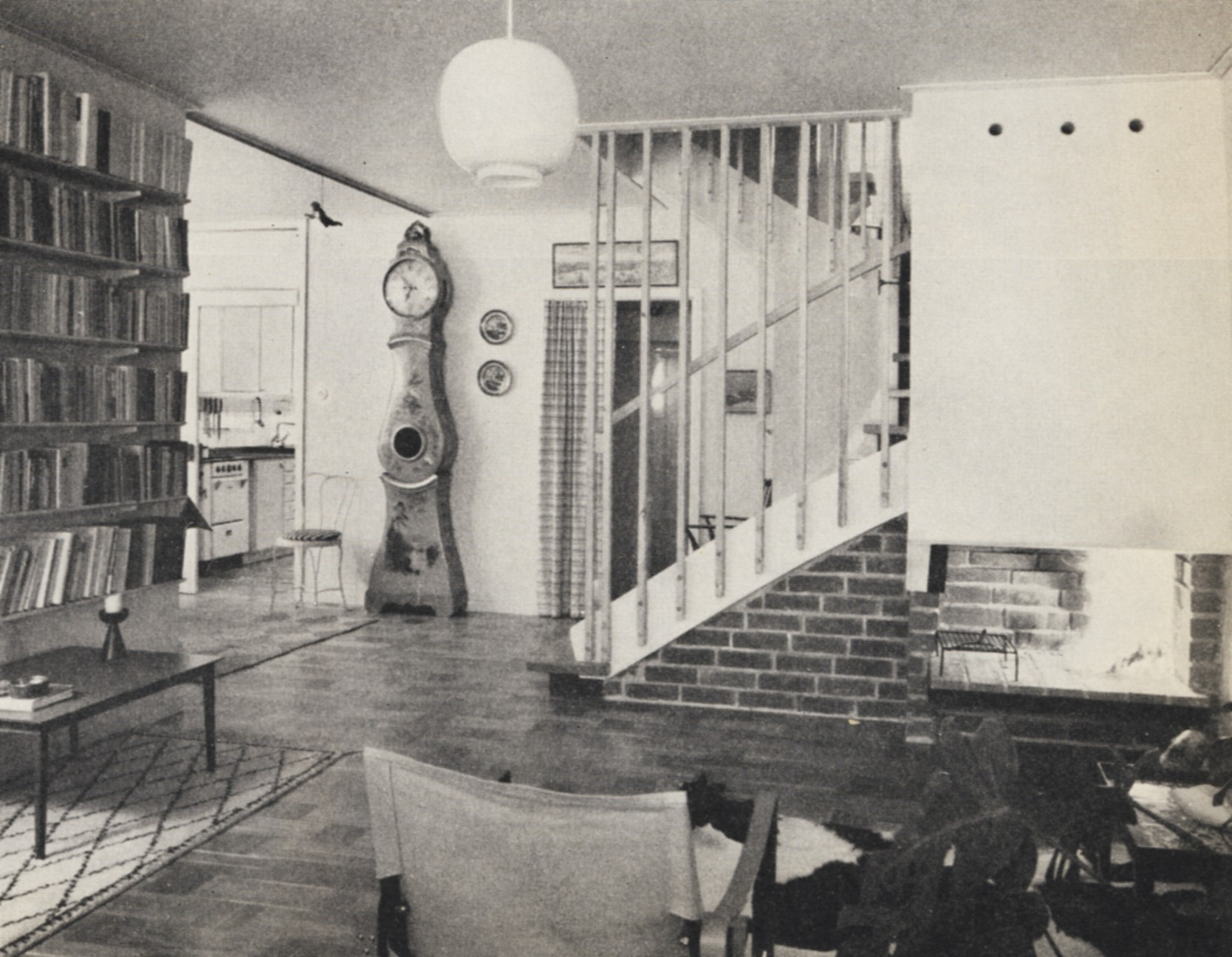
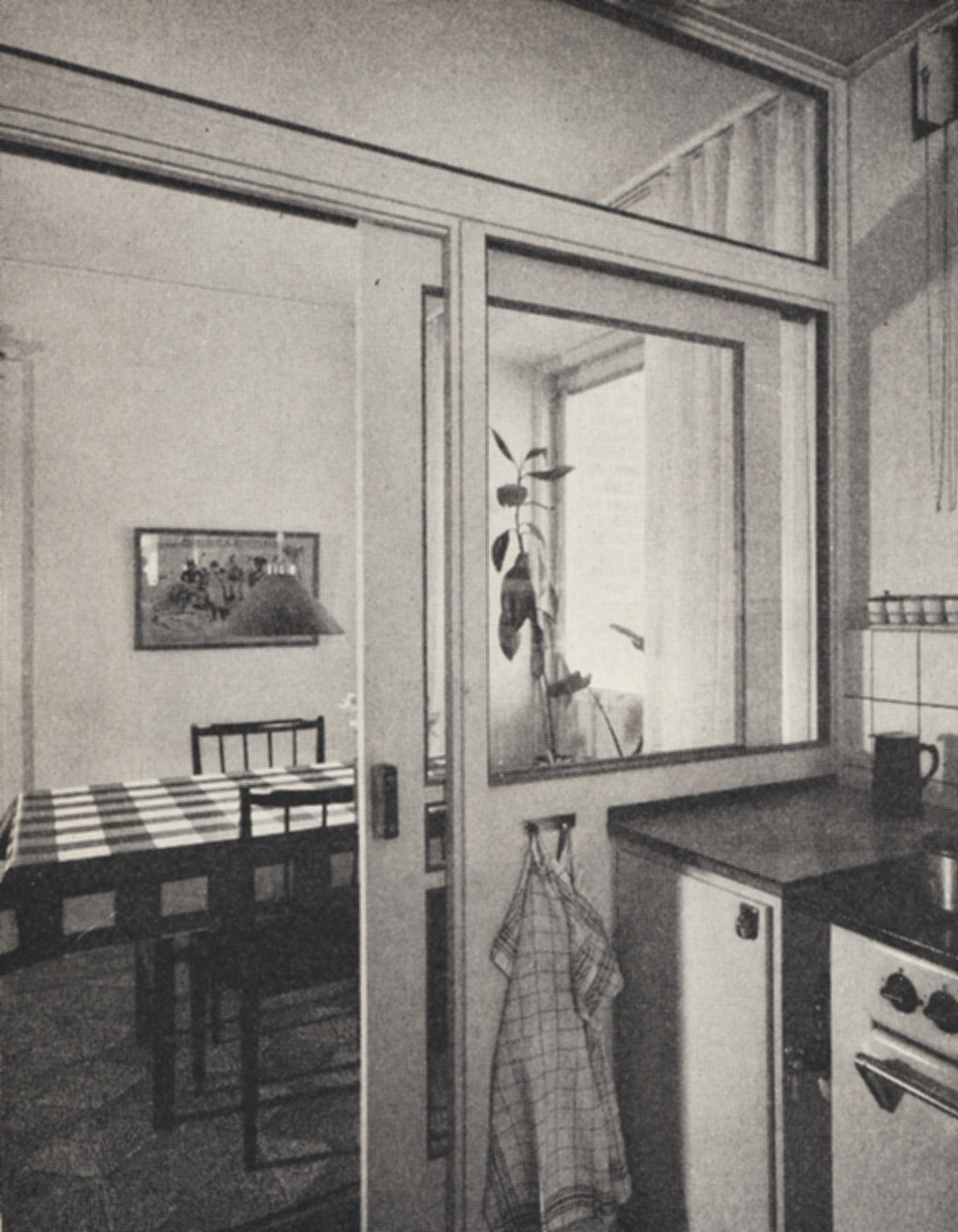
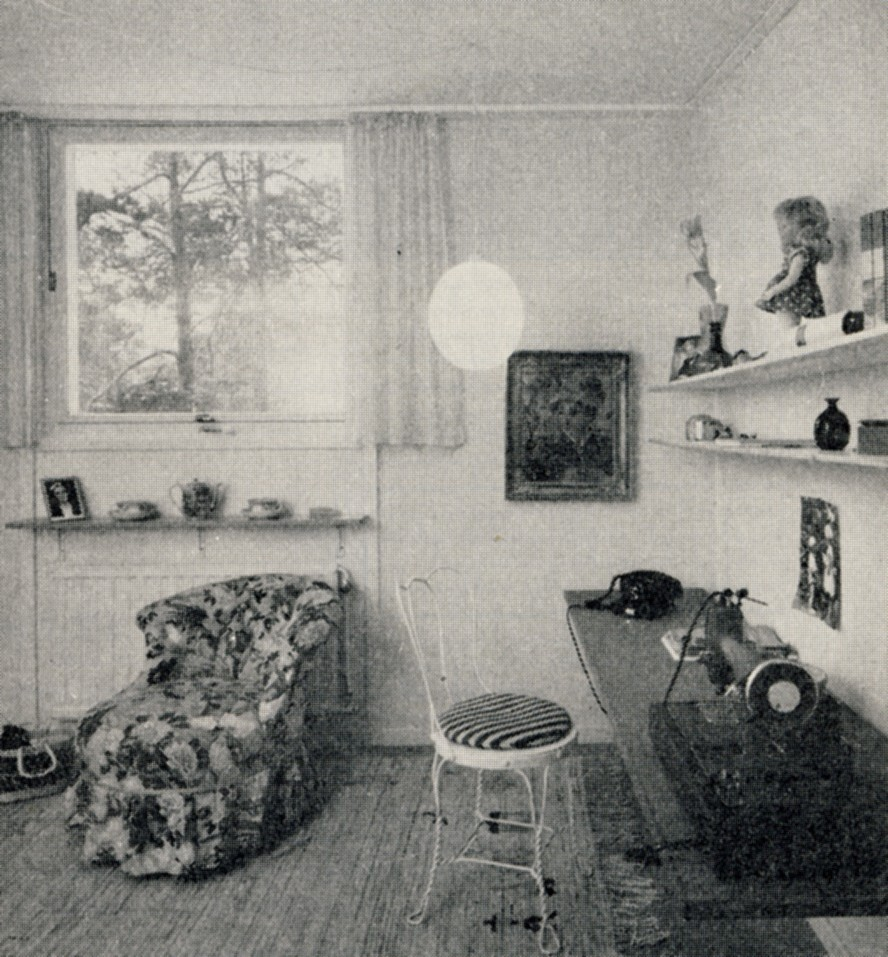

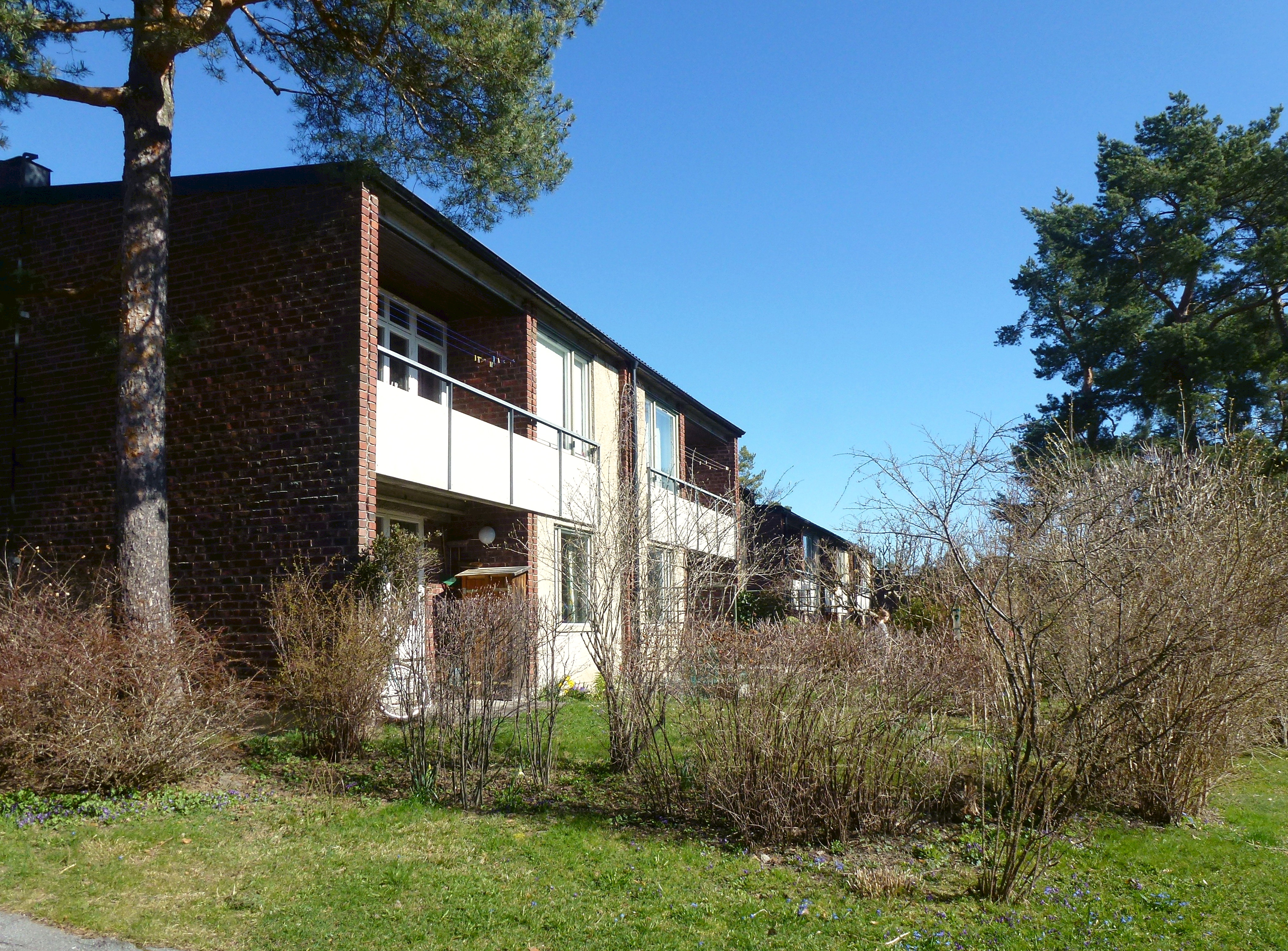
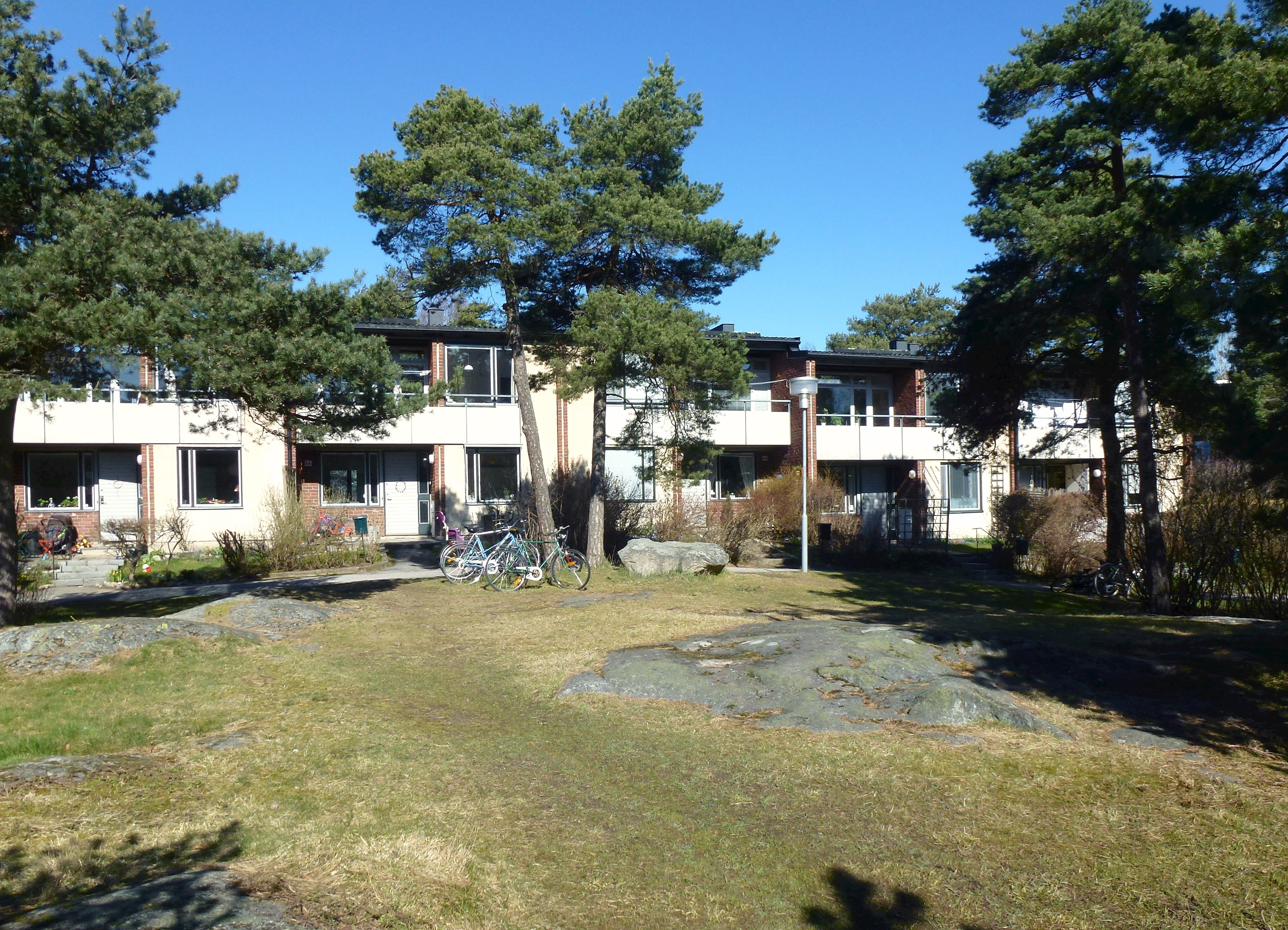
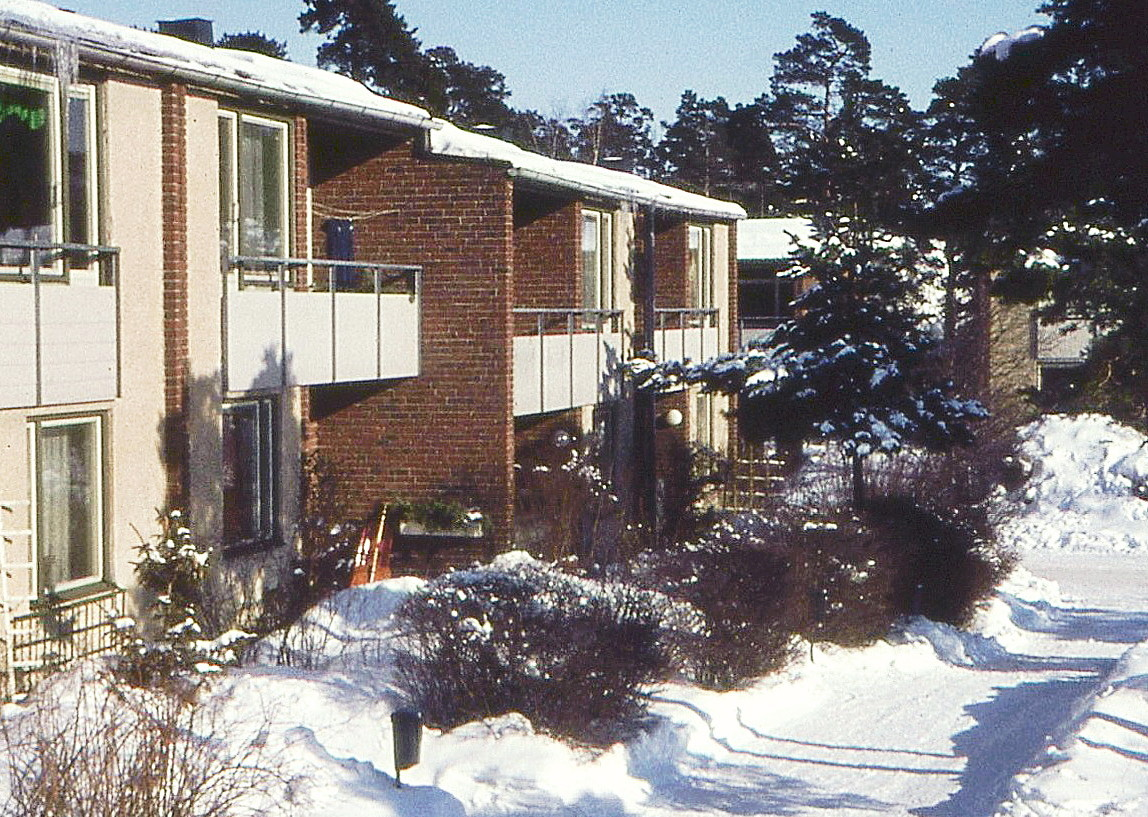
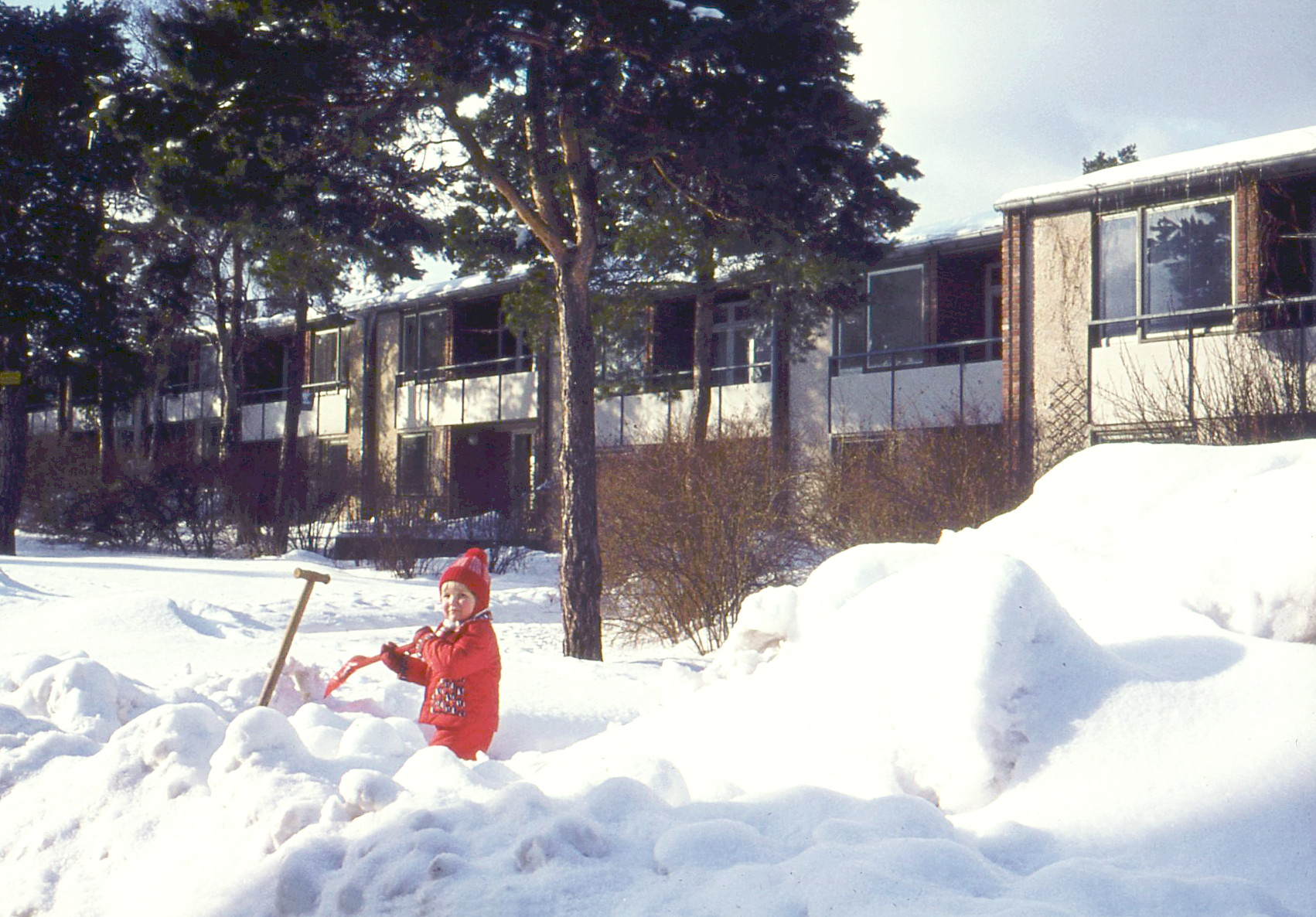
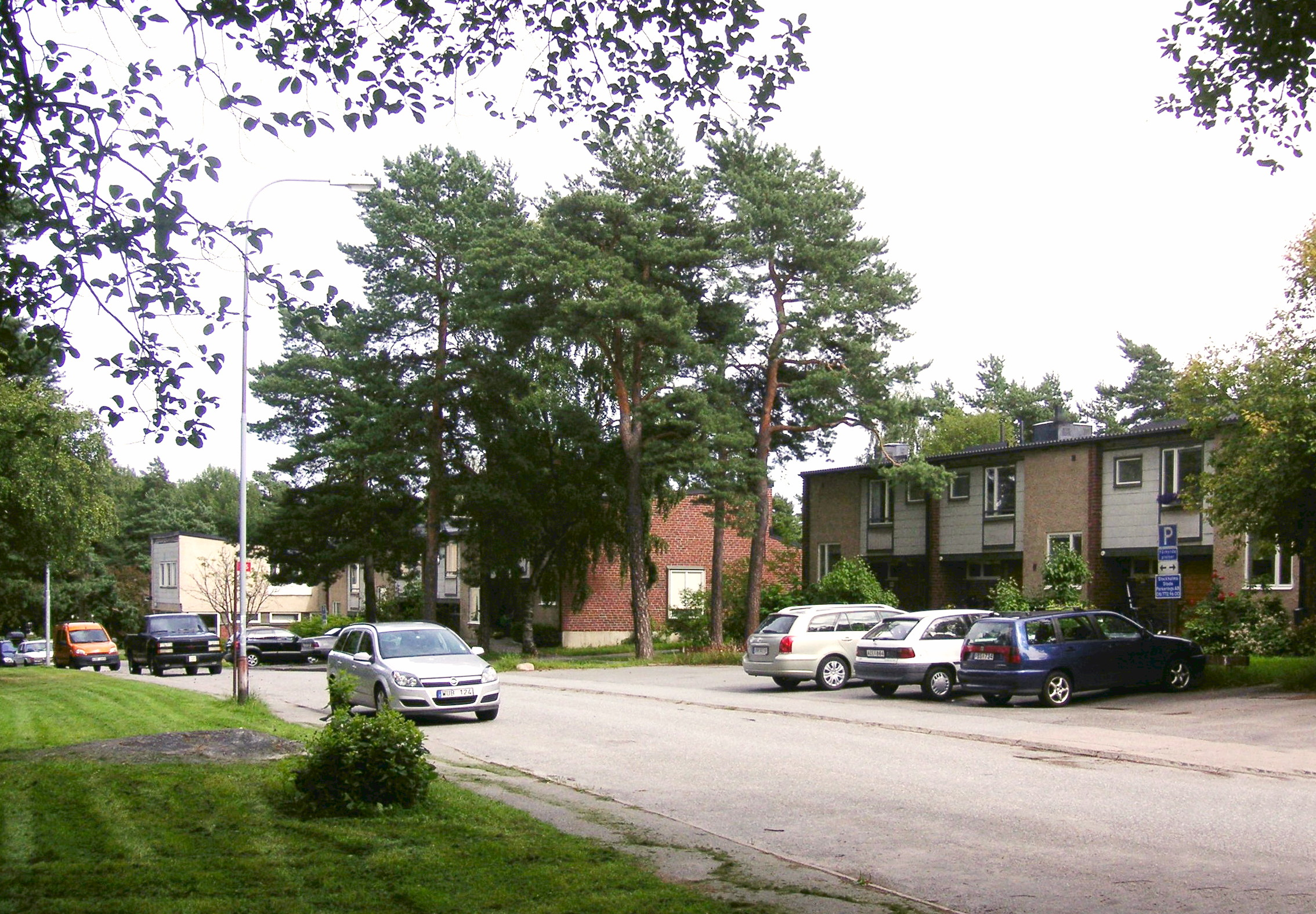
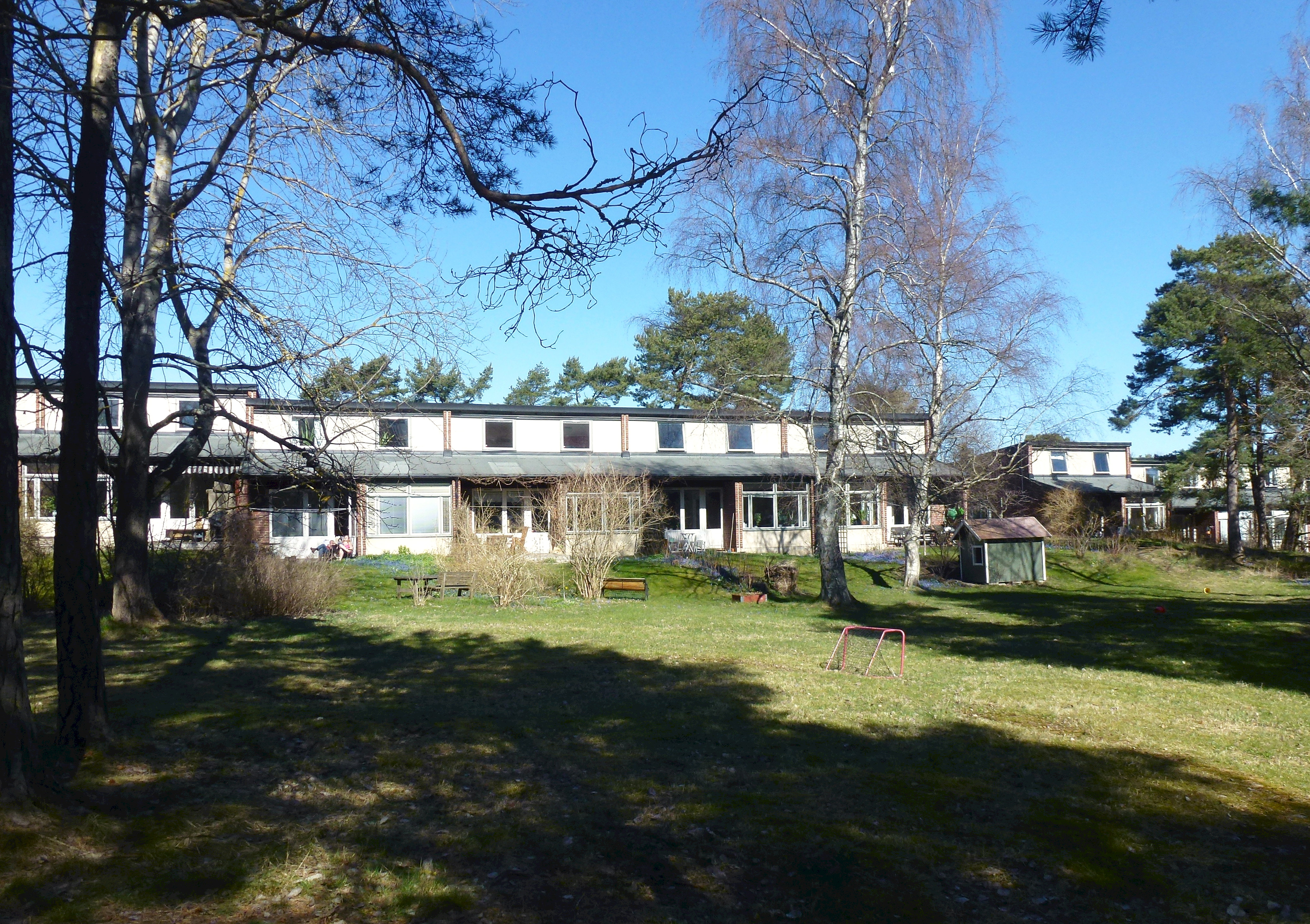
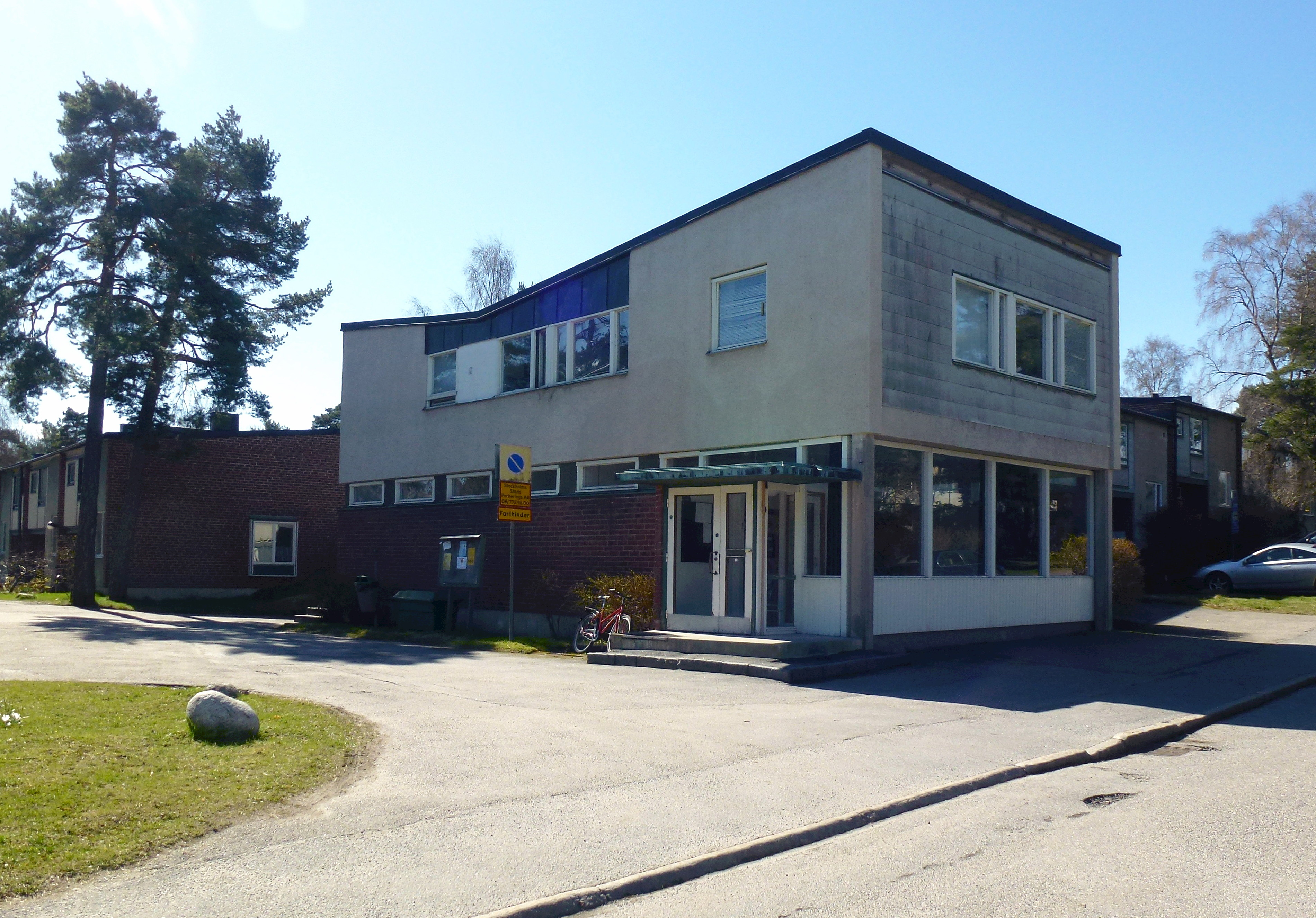
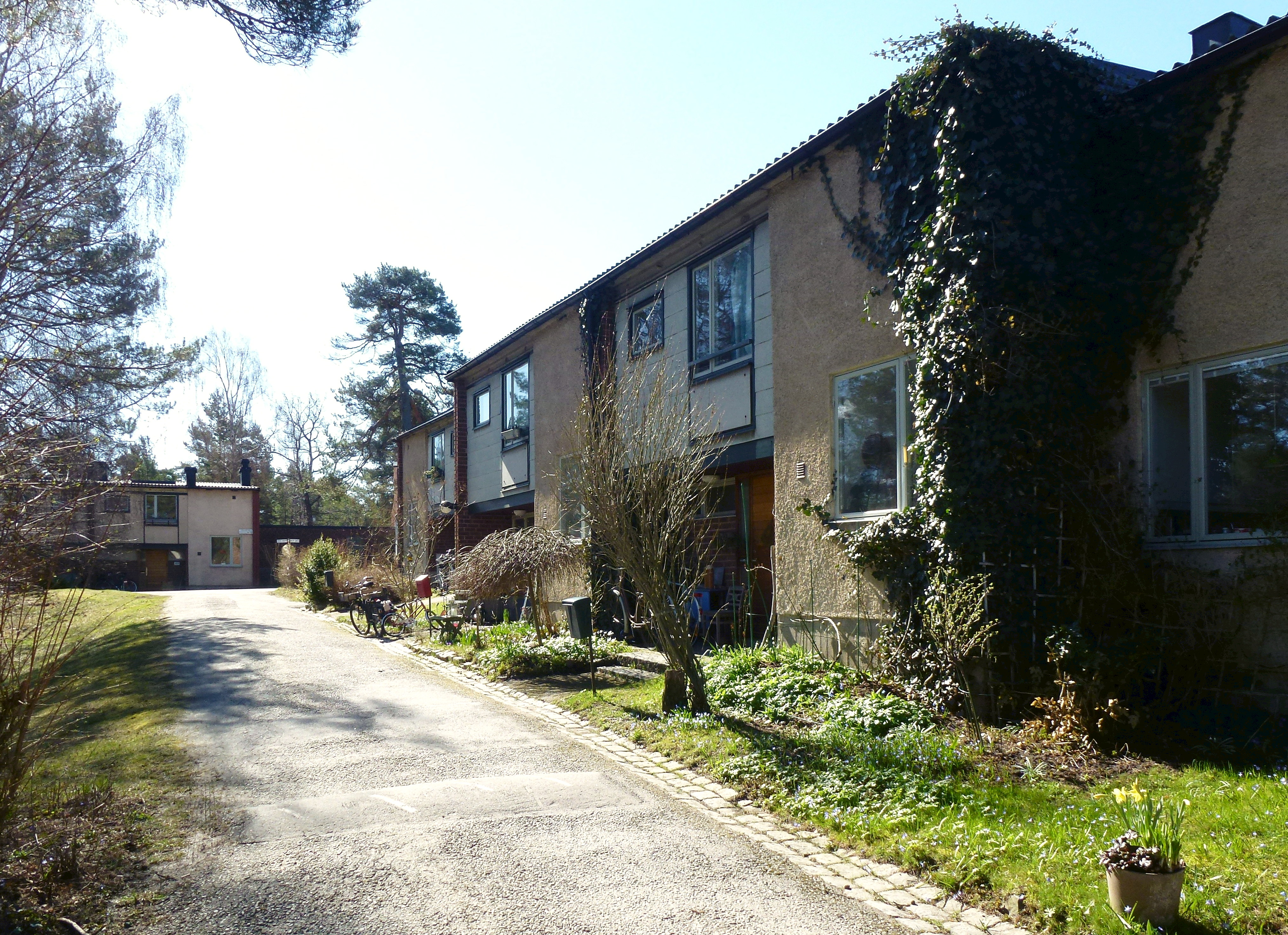

Radhusområdet under uppförandet, bilder från 1955 och 1956.
Interiörbilder från nybyggda Riksrådsvägen 1956, fotograf Sune Sundahl.
En rundvandring i området.